# Pont de Buda
Pour les articles homonymes, voir Buda.
Le Pont de Buda (en néerlandais : Budabrug) est un pont levant industriel sur le canal maritime de Bruxelles à l'Escaut inauguré en 1955 par le prince Albert qui relie Neder-Over-Heembeek à Haren, deux anciennes communes incorporées à Bruxelles-ville en 1921.
Ce pont trouve son nom et son origine dans le nom d'une ferme du XVIIe siècle qui a donné son nom au hameau de Buda situé d'un des deux côtés du pont, et fait clairement référence à la ville haute de Buda, une ancienne ville faisant actuellement partie de Budapest, en Hongrie[réf. nécessaire].
Cet ouvrage du génie civil doté d'une somptueuse structure métallique rappelle l'essor industriel et économique du port de Bruxelles. Le pont actuel a été construit en remplacement d'un premier pont ferroviaire  construit par la société anonyme Chemin de Fer Industriel du Port de Vilvorde, Usine Duché, Ex raccordement Hauwaert (en abrégé CFI Group) et a été terminé avant 1932, quelques années après l'achèvement de l'avant-port. Ce premier pont a été détruit par les Anglais en mai 1940 et a été remplacé par un pont provisoire construit par les Allemands. Ce pont a été détruit en 1947 lorsque deux péniches qui se faisaient la course, se sont engagées ensemble sous le pont qui ne permettait le passage que d'une seule. Les pilastres du pont se sont écartés et le tablier s'est effondré sur les péniches.
C'est près de ce pont, à l'endroit où se trouvaient, entre autres, les installations de CFI Group, entre la Senne et le canal, que s’élève la station d’épuration des eaux de Bruxelles-Nord dimensionnée pour traiter les deux tiers restant des eaux usées de la capitale.